# Cneo Domicio Calvino (cónsul 332 a. C.)
Cneo o Gneo Domicio Calvino  fue un político romano del siglo IV a. C., miembro de los Domicios Calvinos (una rama familiar de la gens Domicia) y padre de Cneo Domicio Calvino Máximo. Fue cónsul en el año 332 a. C.